# The Cheviot
The Cheviot est un sommet du Royaume-Uni culminant à 815 mètres d'altitude et constituant le point culminant du comté du Northumberland, en Angleterre, et des monts Cheviot. Couvert par une tourbière, il dispose d'un sentier aménagé par les autorités du parc national du Northumberland afin de faciliter la pratique de la randonnée pédestre et de la course à pied.

## Toponymie
Le nom est attesté au XIIe siècle sous la forme Chiviet mais son étymologie est incertaine.

## Géographie
The Cheviot est situé dans le Nord-Est de l'Angleterre, au Royaume-Uni, dans le comté du Northumberland. Il se trouve à environ 70 kilomètres au nord-nord-ouest de Newcastle et 90 kilomètres au sud-est d'Édimbourg, alors que la frontière avec l'Écosse passe à moins de deux kilomètres du sommet, sur le versant sud-ouest de la montagne. Les côtes de la mer du Nord sont à environ 25 kilomètres au nord-est. Le sommet s'élève à 815 mètres d'altitude, ce qui en fait le point culminant du Northumberland et des monts Cheviot, dans les Southern Uplands. Sa hauteur de culminance par rapport à Dollar Law, à 73 kilomètres à l'ouest, est de 556 mètres, ce qui en fait un marilyn. Il fait entièrement partie du bassin de la rivière Till (en), un affluent du fleuve Tweed.

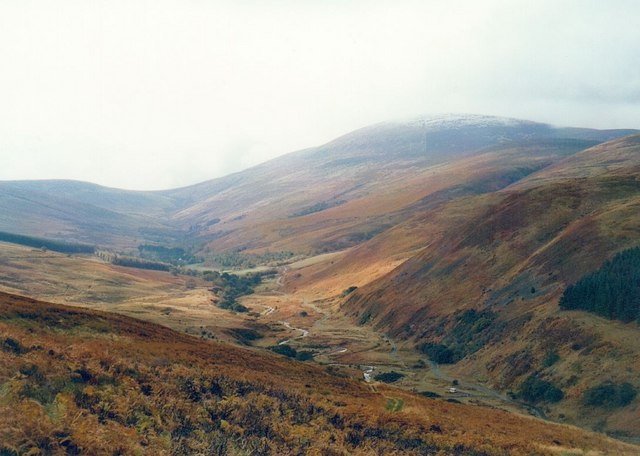
Vue du mont Cheviot et de la vallée Harthope.

Le sommet est plat et couvert d'une épaisse tourbière ombrotrophe ; il est coiffé d'une borne géodésique. Il domine Cairn Hill, à 777 mètres d'altitude, au sud-ouest. La vue porte jusqu'aux Pentland Hills et aux monts Ochil dans les Lowlands, voire jusqu'aux monts Grampians dans les Highlands d'Écosse, au nord, jusqu'aux collines de Cleveland dans le Yorkshire, au sud, et jusqu'au Lake District en Cumbria, à l'ouest.
The Cheviot est formé par d'imposantes coulées de lave survenues 380 millions d'années BP, au Dévonien. Une remontée plutonique postérieure est à l'origine de l'altération et de la solidification des roches volcaniques supérieures et, plus en profondeur, du granite, que l'érosion est parvenue à mettre au jour par endroits. Le soulèvement et le déplacement vers l'est de l'ensemble des monts Cheviots, au Carbonifère, sont responsables des failles qui, combinées à l'érosion, ont créé les vallées College, Harthope et Breamish.

## Histoire
En 1728, l'écrivain Daniel Defoe se rend au sommet du mont Cheviot, en présence d'un guide et de cinq ou six compagnons. Leurs chevaux peinent à grimper et eux-mêmes sont impressionnés par le relief vertigineux de toute part. Un siècle et demi plus tard, William Weaver Tomlinson (en), dans Comprehensive guide to the county of Northumberland, écrit que le sommet est une étendue désolée de mousses perfides et de tourbières vaseuses, traversée par de profonds et sombres trous d'eau stagnante.

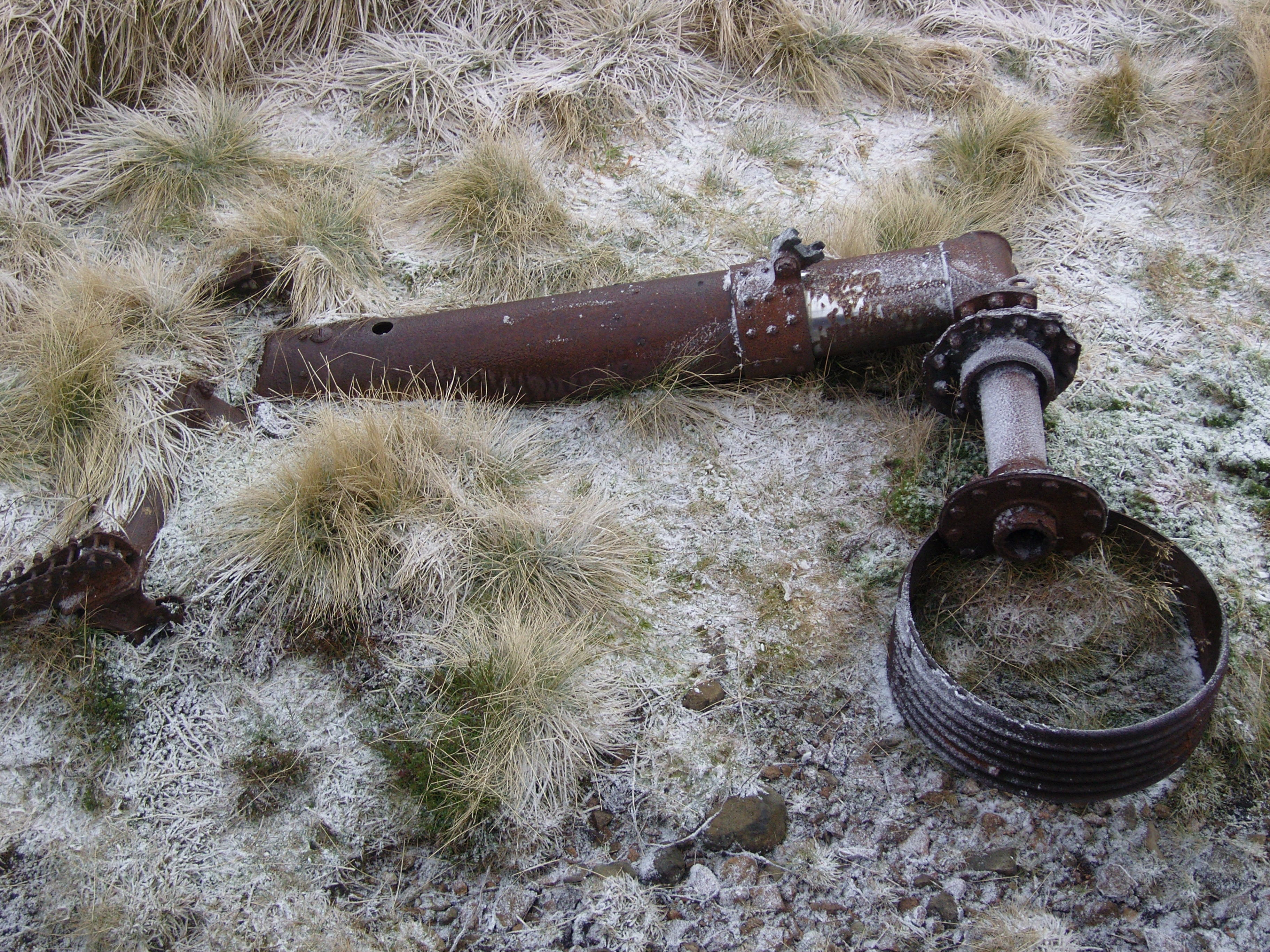
Vue des restes du train d'atterrissage du bombardier.

The Cheviot a connu neuf accidents aériens. Le plus connu est celui d'un Boeing B-17 Flying Fortress de l'US Air Forces survenu en décembre 1944, au cours de la Seconde Guerre mondiale. Le crash intervient en fin d'après-midi, durant un blizzard, au nord du sommet. Deux membres d'équipage meurent sur le coup. Trois autres parviennent à se rendre jusqu'à la ferme de Mounthooly, au nord-ouest de la montagne. Les quatre derniers sont retrouvés à l'abri dans un trou de tourbe, avant l'explosion des bombes, par deux bergers de Dunsdale et Southernknowe, guidés par leur border collie. Ils sont décorés de la médaille de l'Empire britannique et de la médaille Dickin pour le chien. En octobre 2006, les cendres de George Kyle, le pilote du bombardier mort un peu plus d'un an auparavant à l'âge de 82 ans, sont dispersées près de Braydon Crag, sur le site du crash, conformément à ses dernières volontés, par sa fille, un de ses amis et le fils de son copilote.

## Activités

### Randonnée et ascension

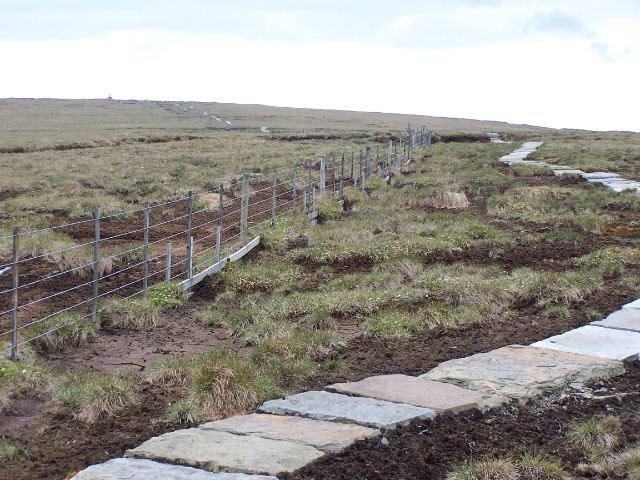
Vue du Pennine Way aménagé à l'approche du sommet du mont Cheviot.

The Cheviot est le sommet majeur le plus septentrional du Pennine Way. Ce sentier pédestre de longue distance permet un détour d'environ trois kilomètres aller-retour par l'ouest en quittant le tracé de la frontière pour atteindre la cime principale. Il passe par Cairn Hill, où se trouve l'abri circulaire en pierres nommé Scotsman's Cairn, sur une portion couverte de dalles en pierre afin d'empêcher l'érosion de la tourbière et de sécuriser la randonnée, notamment face au risque de glissades,. La plupart des ascension sont réalisées depuis la vallée Harthope, qui offre l'approche la plus courte depuis le hameau de Langleeford, soit par le nord-est en suivant la crête, soit par le sud en restant en fond de vallée jusqu'à une ascension finale raide par le versant de la montagne pour rejoindre Cairn Hill,. Un départ depuis la vallée College, à l'ouest, est possible, mais son accès est réglementé. L'ascension est plus escarpée, au sein d'une vallée glaciaire, Hen Hole, parcourue par trois cascades.
Chaque année, le premier samedi de juillet, The Cheviot est le théâtre de la Chevy Chase, une course de fell de 32 kilomètres, la plus longue du Northumberland. Initiée en 1955 sous la forme d'une randonnée, c'est devenu une course en 1967. Elle s'est déroulée au milieu du mois d'avril jusqu'en 1970, année où des conditions de neige et de froid, ainsi qu'un accident, ont poussé à décaler ultérieurement sa date. Après avoir connu différents itinéraires, elle commence et finit désormais à Wooler, en passant par The Cheviot et Hedgehope Hill, le deuxième plus haut sommet du comté, pour un dénivelé cumulé de 1 200 mètres. Son record a été établi chez les femmes en 1991 en 3 h 4 min 20 s et chez les hommes en 1992 en 2 h 40.

### Protection environnementale
The Cheviot est protégé depuis 1956 au sein du parc national du Northumberland qui couvre une superficie de 1 049 km2. Il est également inclus dans le site d'intérêt scientifique particulier de The Cheviot qui s'étend sur 3 492 hectares.